# Asarcogryllacris aequatorialis
Asarcogryllacris aequatorialis är en insektsart som beskrevs av Andrej Vasiljevitj Gorochov 2005. Asarcogryllacris aequatorialis ingår i släktet Asarcogryllacris och familjen Gryllacrididae. Inga underarter finns listade i Catalogue of Life.